# 第1航空軍団
第1航空軍団（だい1こうくうぐんだん、ドイツ語: I. Fliegerkorps）は、 ドイツ空軍の軍団。1939年10月11日に第1航空師団からケルンにて編制される。1942年8月26日から1943年2月17日までは「ドン空軍司令部」(Luftwaffenkommando Don）としても知られる。敗戦直前の1945年4月4日、第18航空師団に改組された。

## 指揮官
- ウルリヒ・グラウアト（ドイツ語版） 上級大将 1939年10月11日 - 1941年5月15日
- ヘルムート・フェルスター 航空兵大将 1941年6月3日 - 1942年8月23日
- ギュンター・コルテン 航空兵大将 1942年8月24日 - 1943年6月11日
- アルフレート・マンケ 中将（代理）1943年4月1日 - 同年6月25日
- カール・アンガーシュタイン（ドイツ語版） 中将 1943年6月26日 - 同年11月6日
- パウル・ダイヒマン（英語版） 航空兵大将 1943年11月7日 - 1945年4月4日

### 参謀長
- ルドルフ・マイスター（ドイツ語版） 大佐 1939年12月18日 - 1940年6月22日
- ヴァルター・ボーニック（英語版） 少将 1940年6月22日 - 1941年11月8日
- ヴェルナー・クライペ（英語版） 大佐 1941年11月8日 - 1942年10月25日
- クラウス・ウエーベ（英語版） 大佐 1942年10月25日 - 1943年8月24日
- エアハルト・クラフト・フォン・デルメンジンゲン 中佐 1943年8月24日 - ？

## 参考
- I. Fliegerkorps @ Lexikon der Wehrmacht
- I. Fliegerkorps @ The Luftwaffe, 1933-45